# Michael Tørnes
Michael Tørnes (født 8. januar 1986) er en fodboldmålmand, der tidligere har spillet for Brøndby IF. Hertil kom han fra danske fodboldklub Vendsyssel, men han har spillet i en række internationale og danske klubber, heriblandt Odense Boldklub.

## Karriere

### Før Brøndby
Han stod i finalen i Ekstra Bladets Skolefodboldturnering med Lindehøjskolen, først i 2000, og efterfølgende i 2002. Tørnes fik en kedelig afslutning på finalen i 2000, da han blev udvist, og holdet efterfølgende tabte på straffesparkskonkurrence. Men i 2002 tog Lindehøjskolen, og specielt Tørnes, revanche for nederlaget to år forinden, da holdet vandt, efter endnu en nervepirrende straffesparkskonkurrence. I øvrigt var Tørnes holdets topscorer, selvom han i størstedelen af turneringen stod på mål. Hans målnæse stammer tilbage fra ungdomsårene, hvor han i en årgang spillede angriber med stor succes.
Tørnes begyndte karrieren i hjembyen Herlev IF og var i sin ungdom forbi Farum BK, Lyngby BK og Brønshøj Boldklub.

### Brøndby
Tørnes blev rykket op i Brøndbys A-trup 1. juli 2006. Han fik sin debut 10. august 2006 på udebane mod Flora Tallinn fra Estland, da Casper Ankergren blev udvist. Her holdt han målet rent, og Brøndby spillede uafgjort 0-0.

### HJK Helsinki
28. marts 2014 skrev han under på en 1-årig kontrakt med HJK Helsinki

### Sandefjord
Den 16. april 2015 skrev Tørnes under på en kontrakt med den norske klub Sandefjord for resten af året.

### Landsholdhold
Han har spillet 20 landsholdskampe på diverse ungdomslandshold.

## Titler
HJK Helsinki
- Veikkausliiga: 2014[4]
- Finnish Cup: 2014[5]

Vitesse
- KNVB Cup: 2016–17[6]

Brøndby
- Royal League: 2006–07[7]
- Superliga: 2020–21[8]